# Kathleen Lidderdale
Kathleen Lidderdale, née en 1894 à Henley, est une joueuse de tennis britannique de l'entre-deux-guerres.
Mariée en 1924 au capitaine Allman Vizer Bridge, c'est sous le nom de A. V. Bridge qu'elle est surtout connue.
Elle a notamment été finaliste en double dames à Wimbledon en 1925, aux côtés de C.G. McIlquham.

## Palmarès (partiel)

### Finale en double dames
| No | Date       | Nom et lieu du tournoi      | Catégorie | Surface      | Vainqueures                    | Partenaire     | Score    |          |
| -- | ---------- | --------------------------- | --------- | ------------ | ------------------------------ | -------------- | -------- | -------- |
| 1  | 22/06/1925 | The Championships Wimbledon | G. Chelem | Gazon (ext.) | Suzanne Lenglen Elizabeth Ryan | Mary McIlquham | 6-2, 6-2 | Parcours |

## Parcours en Grand Chelem (partiel)
Si l’expression « Grand Chelem » désigne classiquement les quatre tournois les plus importants de l’histoire du tennis, elle n'est utilisée pour la première fois qu'en 1933, et n'acquiert la plénitude de son sens que peu à peu à partir des années 1950.

### En simple dames
| Année | Championnat d'Australasie Championnat d'Australie | Championnat d'Australasie Championnat d'Australie | Championnat de France Internationaux de France | Championnat de France Internationaux de France | Wimbledon      | Wimbledon       | US National | US National |
| ----- | ------------------------------------------------- | ------------------------------------------------- | ---------------------------------------------- | ---------------------------------------------- | -------------- | --------------- | ----------- | ----------- |
| 1923  | -                                                 | -                                                 | -                                              | -                                              | 4e tour (1/8)  | Molla Bjurstedt | -           | -           |
| 1924  | -                                                 | -                                                 | -                                              | -                                              | 2e tour (1/16) | Doris Covell    | -           | -           |
| 1925  | -                                                 | -                                                 | -                                              | -                                              | 2e tour (1/16) | Kitty McKane    | -           | -           |
| 1927  | -                                                 | -                                                 | -                                              | -                                              | 2e tour (1/32) | C. Tyrrell      | -           | -           |
| 1928  | -                                                 | -                                                 | -                                              | -                                              | 2e tour (1/32) | Elizabeth Ryan  | -           | -           |
| 1930  | -                                                 | -                                                 | -                                              | -                                              | 3e tour (1/16) | Cilly Aussem    | -           | -           |
| 1931  | -                                                 | -                                                 | -                                              | -                                              | 2e tour (1/32) | Peggy Saunders  | -           | -           |

À droite du résultat, l’ultime adversaire.

### En double dames
| Année | Championnat d'Australasie Championnat d'Australie | Championnat d'Australasie Championnat d'Australie | Internationaux de France | Internationaux de France | Wimbledon                    | Wimbledon                 | US National | US National |
| ----- | ------------------------------------------------- | ------------------------------------------------- | ------------------------ | ------------------------ | ---------------------------- | ------------------------- | ----------- | ----------- |
| 1925  | -                                                 | -                                                 | -                        | -                        | Finale M. McIlquham          | S. Lenglen E. Ryan        | -           | -           |
| 1928  | -                                                 | -                                                 | -                        | -                        | 1er tour (1/32) M. McIlquham | P. Anderson Helen Jacobs  | -           | -           |
| 1930  | -                                                 | -                                                 | -                        | -                        | 2e tour (1/16) M. McIlquham  | Edith Cross Sarah Palfrey | -           | -           |
| 1931  | -                                                 | -                                                 | -                        | -                        | 2e tour (1/16) J.C. Bell     | M. McKane Nancy Lyle      | -           | -           |

Sous le résultat, la partenaire ; à droite, l’ultime équipe adverse.